# Aristides Marcià
Aristides Marcià (grec antic: Ἀριστείδης Μαρκιανός, llatí: Aristides Marcianus), dit també Aristides d'Atenes, va ser un dels primers escriptors apologètics cristians, inicialment filòsof, condició que va mantenir després de fer-se cristià.
Jeroni d'Estridó el descriu com a molt eloqüent. La seva Apologia del cristianisme va ser presentada a l'emperador Hadrià el 123 o 126, i estava imbuïda dels principis de la filosofia grega. Es diu que la Primera Apologia de Justí el Màrtir era una imitació d'aquesta obra d'Aristides, que s'ha perdut completament.